# ویلتون (ایلینوی)
ویلتون (به انگلیسی: Wilton) یک منطقهٔ مسکونی در ایالات متحده آمریکا است که در ایلینوی واقع شده‌است. ویلتون ۲۱۰٫۹۲ متر بالاتر از سطح دریا واقع شده‌است.